# 叶苞紫菀
叶苞紫菀（学名：Aster indamellus）是菊科紫菀属的植物。分布在尼泊尔、印度、克什米尔以及中国大陆的西藏等地，生长于海拔1,980米至4,110米的地区，见于田野、灌丛、高山、亚高山林下、草坡及岩石间，目前尚未由人工引种栽培。